# 13 екзорцизмів
«13 екзорцизмів» (ісп. 13 exorcismos) — іспанський надприродний фільм жахів 2022 року, знятий режисером-дебютантом повнометражного кіно Хакобо Мартінесом. У головних ролях: Марія Романільос (ісп. María Romanillos) і Хосе Сакрістан (ісп. José Sacristán).
Після спіритичного сеансу та наступної дивної поведінки дівчини-підлітка Лаури Вільєгас її глибоко побожна католицька родина викликає погодженого Ватиканом священника-екзорциста, який повинен провести 13 спеціальних обрядів проти одержимості демонами. Сюжет фільму натхненний випадком у місті Бургос (2014 рік), який уважається останнім сеансом екзорцизму в Іспанії.

## Акторський склад
| Актор             | Роль            |
| ----------------- | --------------- |
| Марія Романільос  | Лаура Вільєгас  |
| Хосе Сакрістан    | падре Ольмедо   |
| Рут Діас          | Кармен Вільєгас |
| Урко Олазабал     | Томас Вільєгас  |
| Пабло Ревуельта   | Хесус Вільєгас  |
| Сільма Лопес      | Лола            |
| Даніель Аріас     | Енріке          |
| Алісія Фалько     | Мірейя          |
| Урі Гітарт        | Артур           |
| Крістіна Кастаньо | Асунсйон        |

## Виробництво
Сценарій фільму написала команда авторів: Рамон Кампос, Тереза Фернандес-Вальдес, Сальвадор Моліна, Джема Нейра, Давід Ореа, Карлос Руано. У виробництві фільму брали участь компанії: Mr. Fields and Friends, Atresmedia Cine, Bambú Producciones and 13 E Movie AIE production, Atresmedia, Movistar Plus+, AGADIC та Diputación de Ourense. Знімання фільму проходило в Галісії, зокрема, в муніципалітетах Оренсе, Ордес та Сантьяго-де-Компостела.

## Реліз
Компанії-дистриб'ютор Beta Fiction випустила фільм в іспанський кінопрокат 4 листопада 2022 року. Міжнародний прокат провадила компанія StudioCanal.

## Сприйняття
Станом на 11 жовтня 2023 року фільм не зібрав достатньої кількості рецензій на вебсайті Rotten Tomatoes для визначення критичної оцінки, на сайті IMDb фільм оцінений як 4,4/10 на основі 574 оцінок.

## Нагороди
- 2023 рік — номінація в категорії «Найкращі спецефекти», Маріано Гарсіа Марті та Хорді Коста (премія «Гоя», Академія кінематографічних мистецтв і наук Іспанії)[14].